# Marconi Society
The Marconi Society, ursprünglich  als Guglielmo Marconi International Fellowship Foundation (kurz Marconi Foundation)  bekannt, wurde 1974 von Gioia Marconi Braga gegründet, um an den 100. Jahrestag der Geburt ihres Vaters Guglielmo Marconi, des italienischen Radiopioniers und Unternehmensgründers, zu erinnern. Die Marconi International Fellowship Foundation wurde gegründet, um bedeutende Beiträge in Wissenschaft und Technik zu würdigen.

## Tätigkeiten und Aufgaben
Die Marconi Society  vergibt seit 1975 den Marconi-Preis, eine jährlich verliehene Auszeichnung für Fortschritte in den Kommunikations- und Informationswissenschaften. Der Preis ist mit 100.000 US-Dollar dotiert; zusätzlich erhalten die Preisträger, die sich Marconi Fellows nennen, eine Skulptur.
Die Marconi Society vergibt außerdem jährlich die Marconi Society-Paul Baran Young Scholar Awards an junge Wissenschaftler, die bis zu ihrem 27. Lebensjahr bedeutende Beiträge auf dem Gebiet der Kommunikations- und Informationswissenschaften geleistet haben.
Das Celestini-Programm der Marconi Society nutzt ein Partnerschaftsmodell, um Studenten mit erfahrenen Mentoren auf dem Gebiet der Kommunikations- und Informationswissenschaften zusammenzubringen und Möglichkeiten für praktisches, erfahrungsorientiertes Lernen zu bieten.

## Sitz
Ursprünglich war die Stiftung am Aspen Institute angesiedelt. Im Jahr 1997 zog sie auf Einladung an die Fu School of Engineering and Applied Science der Columbia University um. Der Hauptsitz der Organisation befindet sich heute im Nordosten Ohios, außerhalb von Cleveland.

## Preisträger des Marconi-Preises
Der Marconi-Preis ist 
- 1975: James Rhyne Killian
- 1976: Hiroshi Inose
- 1977: Arthur Leonard Schawlow
- 1978: Edward Colin Cherry
- 1979: John Robinson Pierce
- 1980: Yash Pal
- 1981: Seymour Papert
- 1982: Arthur C. Clarke
- 1983: Francesco Carassa
- 1984: Eric Albert Ash
- 1985: Charles Kuen Kao
- 1986: Leonard Kleinrock
- 1987: Robert Wendell Lucky
- 1988: Federico Faggin
- 1989: Robert Noel Hall
- 1990: Andrew J. Viterbi
- 1991: Paul Baran
- 1992: James L. Flanagan
- 1993: Izuo Hayashi
- 1994: Robert E. Kahn
- 1995: Jacob Ziv
- 1996: Gottfried Ungerboeck
- 1997: G. David Forney jr.
- 1998: Vinton G. Cerf
- 1999: James L. Massey
- 2000: Martin Hellman und Whitfield Diffie
- 2001: Herwig Kogelnik und Allan Snyder
- 2002: Tim Berners-Lee
- 2003: Robert Metcalfe und Robert Gray Gallager
- 2004: Sergey Brin und Lawrence Page
- 2005: Claude Berrou
- 2006: John M. Cioffi
- 2007: Ronald L. Rivest
- 2008: David N. Payne
- 2009: Andrew Chraplyvy und Robert Tkach
- 2010: Charles Geschke und John Warnock
- 2011: Irwin Mark Jacobs und Jack Keil Wolf
- 2012: Henry Samueli
- 2013: Martin Cooper
- 2014: Arogyaswami Joseph Paulraj
- 2015: Peter T. Kirstein
- 2016: Bradford Parkinson
- 2017: Arun N. Netravali
- 2018: Frank Thomson Leighton
- 2019: Paul C. Kocher, Taher Elgamal
- 2020: Andrea Goldsmith